# XIII Juegos Centroamericanos y del Caribe
Los XIII Juegos Centroamericanos y del Caribe se celebraron en la ciudad de Medellín, Colombia del 7 al 22 de julio de 1978.

## Historia
La Organización Deportiva Centroamericana y del Caribe decidió para estos juegos que los distintos países solo podrían presentar dos participantes en cada prueba para evitar el acaparamiento de medallas.

## Medallero
La tabla se encuentra ordenada por la cantidad de medallas de oro, plata y bronce.
Si dos o más países igualan en medallas, aparecen en orden alfabético.
| Núm. | País                      | Oro | Plata | Bronce | Total |
| ---- | ------------------------- | --- | ----- | ------ | ----- |
| 1    | Cuba                      | 120 | 44    | 18     | 182   |
| 2    | México                    | 25  | 48    | 43     | 116   |
| 3    | Puerto Rico               | 13  | 15    | 33     | 61    |
| 4    | Colombia                  | 8   | 24    | 36     | 68    |
| 5    | Jamaica                   | 6   | 6     | 5      | 17    |
| 6    | Venezuela                 | 5   | 23    | 29     | 57    |
| 7    | República Dominicana      | 3   | 8     | 16     | 27    |
| 8    | Costa Rica                | 2   | 4     | 3      | 9     |
| 9    | Bahamas                   | 2   | 0     | 2      | 4     |
| 10   | Trinidad y Tobago         | 1   | 5     | 2      | 8     |
| 11   | Antillas Neerlandesas     | 1   | 1     | 2      | 4     |
| 12   | Islas Vírgenes Americanas | 1   | 1     | 1      | 3     |
| 13   | Bermudas                  | 1   | 0     | 1      | 2     |
| 14   | Panamá                    | 0   | 6     | 5      | 11    |
| 15   | Nicaragua                 | 0   | 1     | 2      | 3     |
| 16   | Barbados                  | 0   | 1     | 0      | 1     |
| 17   | Suriname                  | 0   | 1     | 0      | 1     |
| 18   | Guatemala                 | 0   | 0     | 6      | 6     |
| 19   | El Salvador               | 0   | 0     | 2      | 2     |